# 土登
土登（藏語：ཐུབ་བསྟན，威利转写：thub bstan，1934年—2019年7月9日），男，藏族，西藏拉萨人，中国曲艺表演艺术家，中国曲艺家协会原副主席，第四届中国曲艺牡丹奖终身成就奖获得者。